# Arquitectura de la Alemania nazi

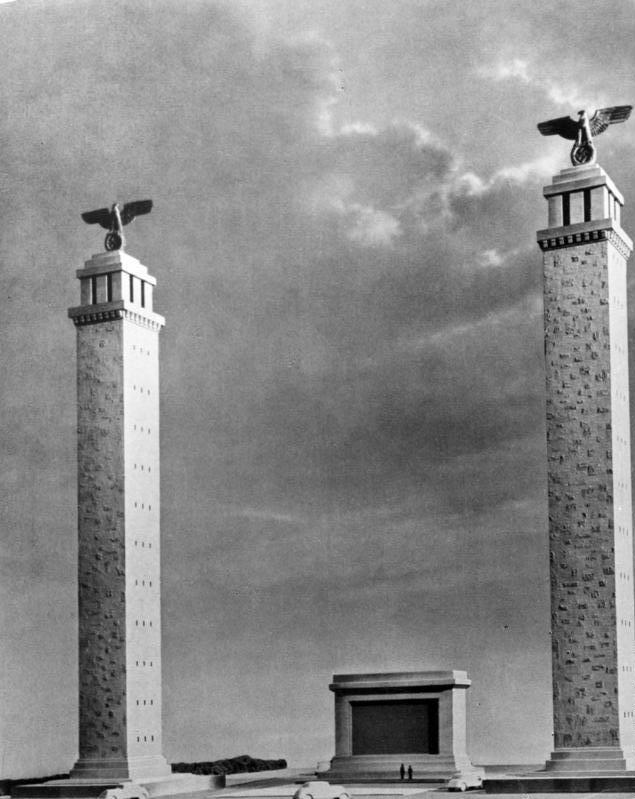
Proyecto de arquitectura nazi en Salzburgo.

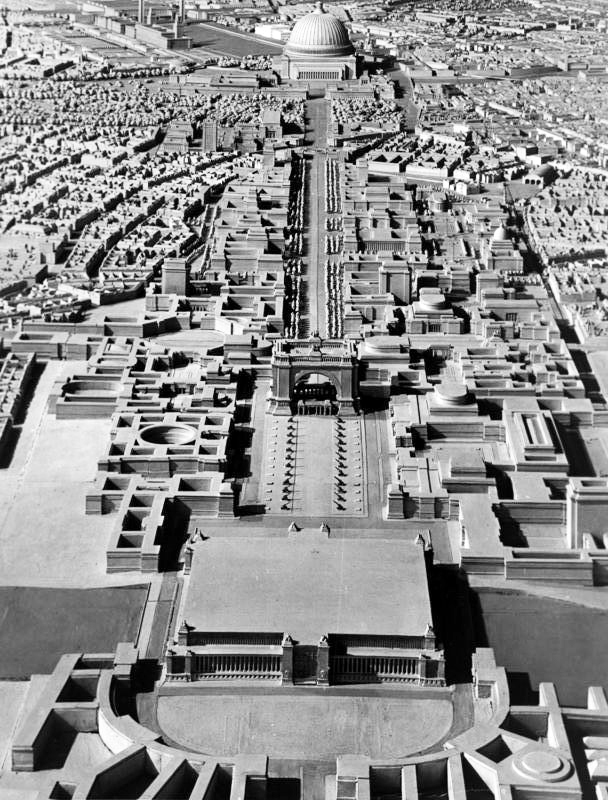
Proyecto para Berlín (Welthauptstadt Germania) de Albert Speer.

La arquitectura de la Alemania nazi es un proyecto arquitectónico y parte integral de los planes de Partido Nazi para crear un renacimiento cultural y espiritual en Alemania como parte del Tercer Reich.
Adolf Hitler fue un admirador de la Roma imperial y era consciente de que algunos antiguos alemanes, con el tiempo, habían pasado a formar parte de la estructura social y ejercido influencia en el Imperio. Por otra parte, tradicionalmente, las tribus germánicas eran vistas por los romanos como enemigos de la paz romana; sin embargo, Hitler consideraba que los romanos conformaron un imperio ario primigenio y emuló su arquitectura en un estilo original inspirado en el neoclasicismo y art decó, algunas veces conocido como deco "sobrio". Así, erigió edificios como sitios de culto para el partido nazi. Asimismo, ordenó la construcción de un tipo de Altar de la Victoria, con un modelo prestado de los griegos, quienes, según la ideología nazi, fueron inseminados con la semilla de los pueblos arios. Al mismo tiempo, debido a su admiración por las culturas clásicas del Mediterráneo Antiguo, no podía aislar y politizar la Antigüedad alemana, como Benito Mussolini había hecho con respecto a la Antigüedad romana. Por tanto, debió importar símbolos políticos a Alemania y justificar su presencia sobre la base de una ascendencia racial espuria, el mito de que los antiguos griegos se encontraban entre los antepasados de los alemanes, relacionados al mismo pueblo ario.

## Ejemplos de arquitectura nazi
Si bien no existe un estilo arquitectónico nazi, una corriente arquitectonica nace de manera espontánea, de la maduración de otra anterior o como contraposición a la precedente. Sin embargo esto no fue así con los nazis, era una mezcla entre el revival romano neoclásico, las fortalezas militares y las folclóricas casitas rurales germanas. Entre los proyectos arquitectónicos que llegaron a realizarse, destacan algunos como el Campo Zeppelín, la Haus der Kunst, el Edificio del Reichsluftfahrtministerium o el complejo de edificios de Prora.
- Kehlsteinhaus (Berchtesgaden)
- El ensanchamiento del Charlottenburger Chaussee (Berlín)
- Ministry of Aviation building (Berlín)
- Estadio Olímpico de Berlín
- Antiguo edificio del Reichsbank (Berlín)
- Aeropuerto de Berlín-Tempelhof
- Academia de Liderazgo Juvenil (Braunschweig)
- Führerbau (Múnich)
- Haus der Kunst (Múnich)
- Campo Zeppelín (Nuremberg)
- Complejo turístico Prora (Rügen)
- Ordensburg Sonthofen (Sonthofen)
- Ordensburg Vogelsang  (Parque nacional Eifel, Renania del Norte-Westfalia)
- Sucursal de la Cancillería de Berchtesgaden (Bischofswiesen)
- Gauforum Weimar (Weimar)
- Teatro del estado de Sarre (Saarbrücken)
- Ordensburg Krössinsee (Złocieniec, Polonia)
- Totenburg Mausoleum (Wałbrzych, Polonia)